# 迪克茜·威利斯
迪克茜·威利斯（英語：Dixie Willis，1941年12月13日—），澳大利亚女子田径运动员。她曾代表澳大利亚参加1962年大英帝国和英联邦运动会田径比赛，获得女子880码金牌。